# Mogoșești, Giurgiu
Mogoșești este un sat în comuna Adunații-Copăceni din județul Giurgiu, Muntenia, România. La recensământul din 2002 avea o populație de 514 locuitori.
Este amplasat pe malul drept al râului Argeș, la granița de nord a Câmpiei Neajlovului.